# Noel Schajris
Noel Schajris, de son vrai nom Nahuel Schajris Rodríguez (né le 19 juillet 1974 à Buenos Aires), est un musicien et compositeur argentino-mexicain.

## Biographie

### Avec Sin Bandera
En 2000, il s'associe à Leonel García pour former le duo Sin Bandera, dont le nom vient d'une occasion où Leonel García et Noel Schajris roulaient le long d'une avenue principale de Mexico, passant devant le champ équestre appelé Campo Marte, un endroit où un drapeau du Mexique était toujours déployé, ce jour-là, seul le mât du drapeau est présent. Le duo compte cinq albums studio : Sin Bandera (2002), De viaje (2003), Mañana (2005), Pasado (2006) et Una última vez (Deluxe Edition) (2016).
Ils se séparent pour la première fois le 25 juin 2007, leur retour en tant que duo a lieu le 4 novembre 2015 avec une tournée internationale intitulée Sin Bandera : Una última vez.

### Carrière solo
En 2011, il apparaît comme juge musical dans l'émission Pequeños gigantes aux côtés de María José, Manuel « El Flaco » Ibáñez, Pierre Angelo, Raquel Ortega et Bianca Marroquín. En outre, la même année, il fait partie du jury du festival Viña del Mar, au Chili, où il collabore avec Alejandro Sanz sur le morceau Lola Soledad. En août 2012, il commence à travailler sur le concours télévisé de talent show argentin, La Voz Argentina en tant que coach, accompagnant l'équipe d'Axel. Il sort son quatrième album studio en tant qu'artiste solo Verte nacer le 25 mars 2014.
En 2015, il devient l'un des capitaines de l'émission de téléréalité Me pongo de pie aux côtés de Paty Cantú, María León, Pee Wee et des groupes Ha*Ash et Río Roma,. La même année, il est invité dans l'émission Elegidos en tant que juge à la place d'Axel et est co-entraîneur de l'équipe de Luis Fonsi lors de la première saison de l'émission The Voice Chile sur Canal 13.

## Discographie

### Albums studio
- 1999 : Cita en las nubes
- 2009 : Uno no es uno
- 2011 : Grandes canciones
- 2014 : Verte nacer
- 2020 : Mi presente
- 2023 : Siempre lo supe

## Filmographie

### Télévision
| Émission                 | Rôle          | Année |
| ------------------------ | ------------- | ----- |
| Pequeños gigantes        | Jury          | 2011  |
| Festival de Viña del Mar | Jury          | 2011  |
| La Voz Argentina         | Co-entraineur | 2012  |
| Me pongo de pie          | Capitán       | 2015  |
| Elegidos                 | Jury          | 2015  |
| The Voice Chili          | Co-entraîneur | 2015  |
| La Voz Perú              | Entraîneur    | 2022  |

### Cinéma
- 2018 : Solo el amor